# Noddi brun
Anous stolidus
Espèce
Statut de conservation UICN

 LC  : Préoccupation mineure
Le Noddi brun (Anous stolidus) est une espèce d'oiseaux marins des régions tropicales appartenant à la famille des Laridae. Il est aussi appelé Noddi niais.
Il est localement appelé macoua (Mascareignes), moine (Martinique), 'oio (Tahiti)...
Lors du Vende Globe 2025 un Noddi brun se pose sur la bateau de Jean Le Cam et fait un bout de chemin avec lui; Jean Le Cam le baptise Albert.

## Description
Comme son nom l'indique, cet oiseau présente un plumage essentiellement brun avec les extrémités des ailes et la queue plus sombres. Le front et le sommet de la tête sont gris. Sa queue est échancrée. Sa longueur est comprise entre 40 et 45 cm et son envergure est de 75 à 86 cm pour une masse de 150 à 272 g.
La voix est une série de cris rauques monosyllabiques (krâ krâ krâ...) émis en vol près des nids (souvent de nuit) et sur les lieux de pêche.

## Répartition
Cet oiseau est présent sur tous les océans dans les zones tropicales.

Distribution du Noddi brun

Il se reproduit notamment à Tahiti et sur la majorité des îles de Polynésie, à Tristan da Cunha et l'île Gough. On le retrouve également aux Galapagos et dans le sud de la Floride.

## Reproduction

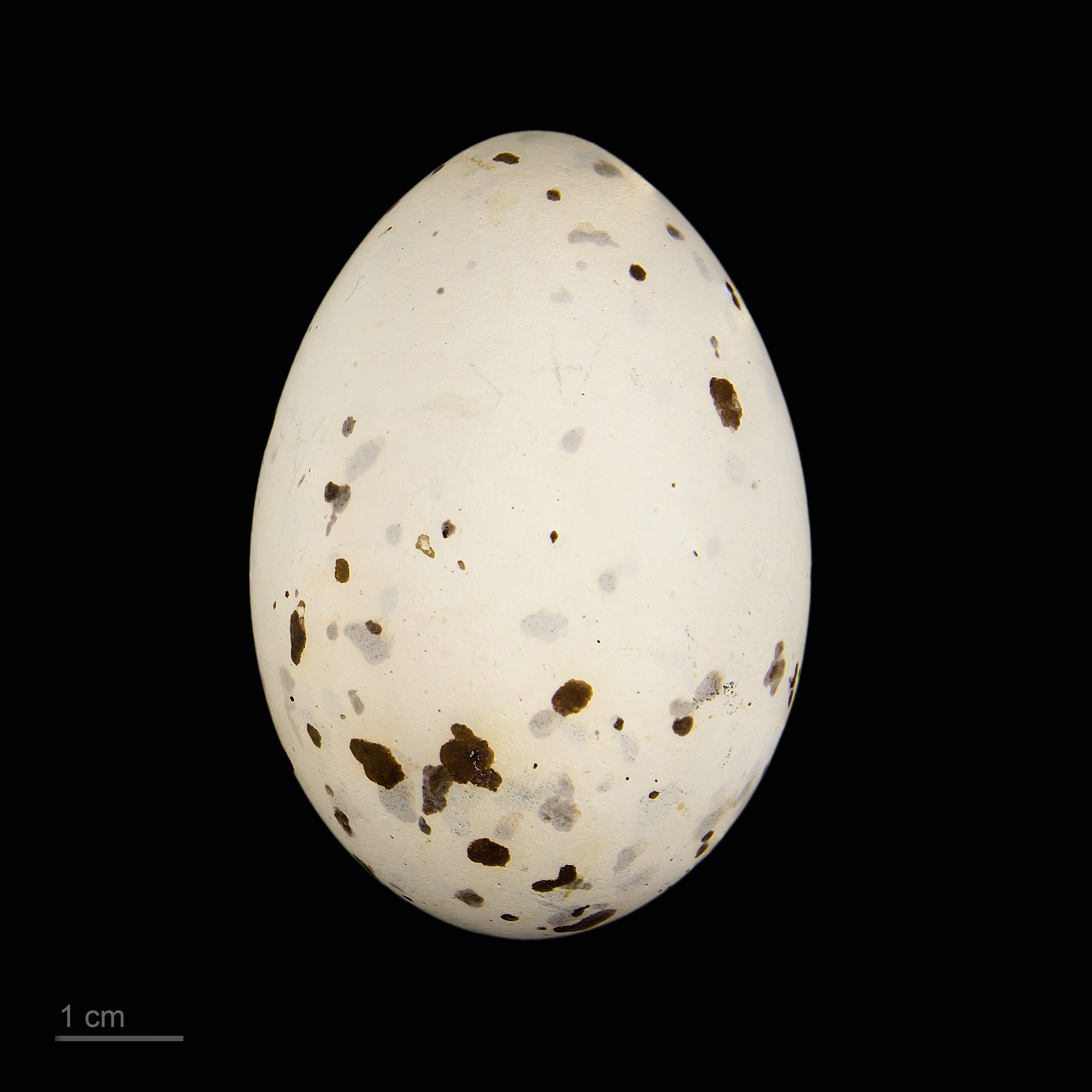
œuf de Anous stolidus - Muséum de Toulouse

Cet oiseau niche parfois au sol sur des îlots, dans des falaises, des buissons ou des arbres. A Tahiti et Mo'orea, il construit un nid grossier dans les cocotiers sur le littoral. La période de nidification s'étale principalement de septembre à mars sur les îles de la Société. Cette espèce n'élève qu'un seul jeune par couvée.

## Alimentation
Cet oiseau se nourrit exclusivement en mer de poissons et de calmars.

## Sous-espèces
D'après la classification de référence (version 14.1, 2024) de l'Union internationale des ornithologues, le Noddi brun possède 4 sous-espèces (ordre philogénique) :
- Anous stolidus pileatus (Scopoli, 1786) — Indo-pacifique;
- Anous stolidus galapagensis Sharpe, 1879 — îles Galápagos ;
- Anous stolidus ridgwayi Anthony, 1898 — Est de l'océan pacifique ;
- Anous stolidus stolidus (Linnaeus, 1758) — océan atlantique.

## Galerie

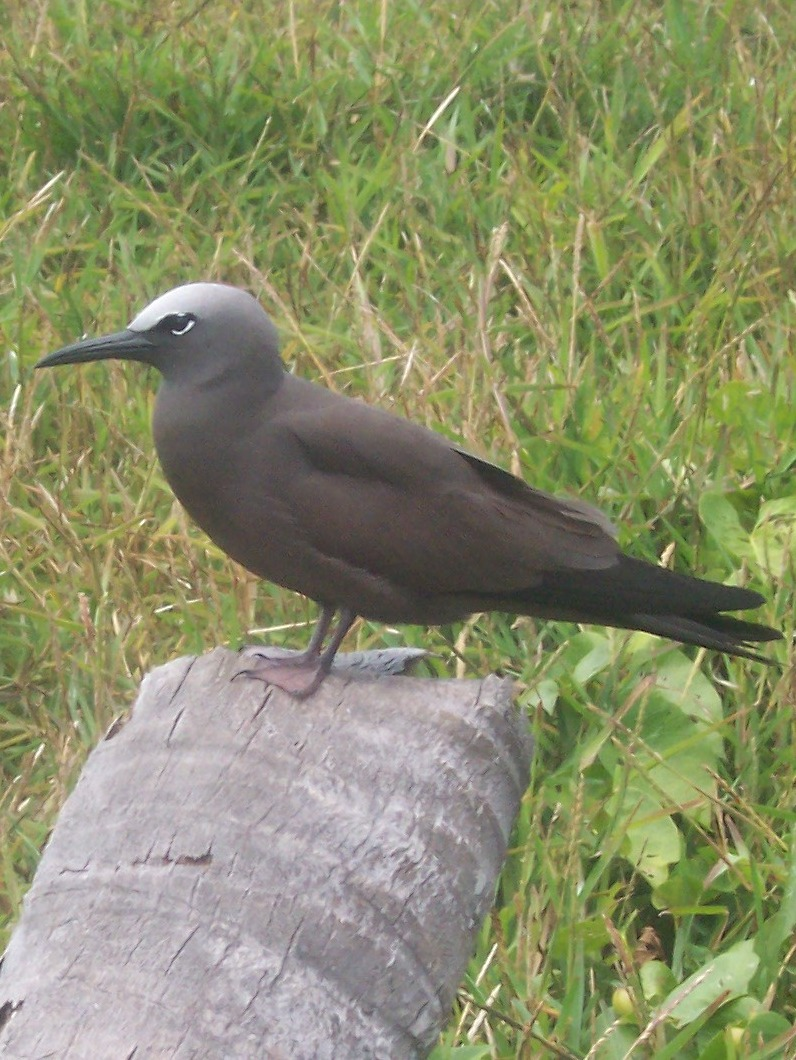
Oiseau posé
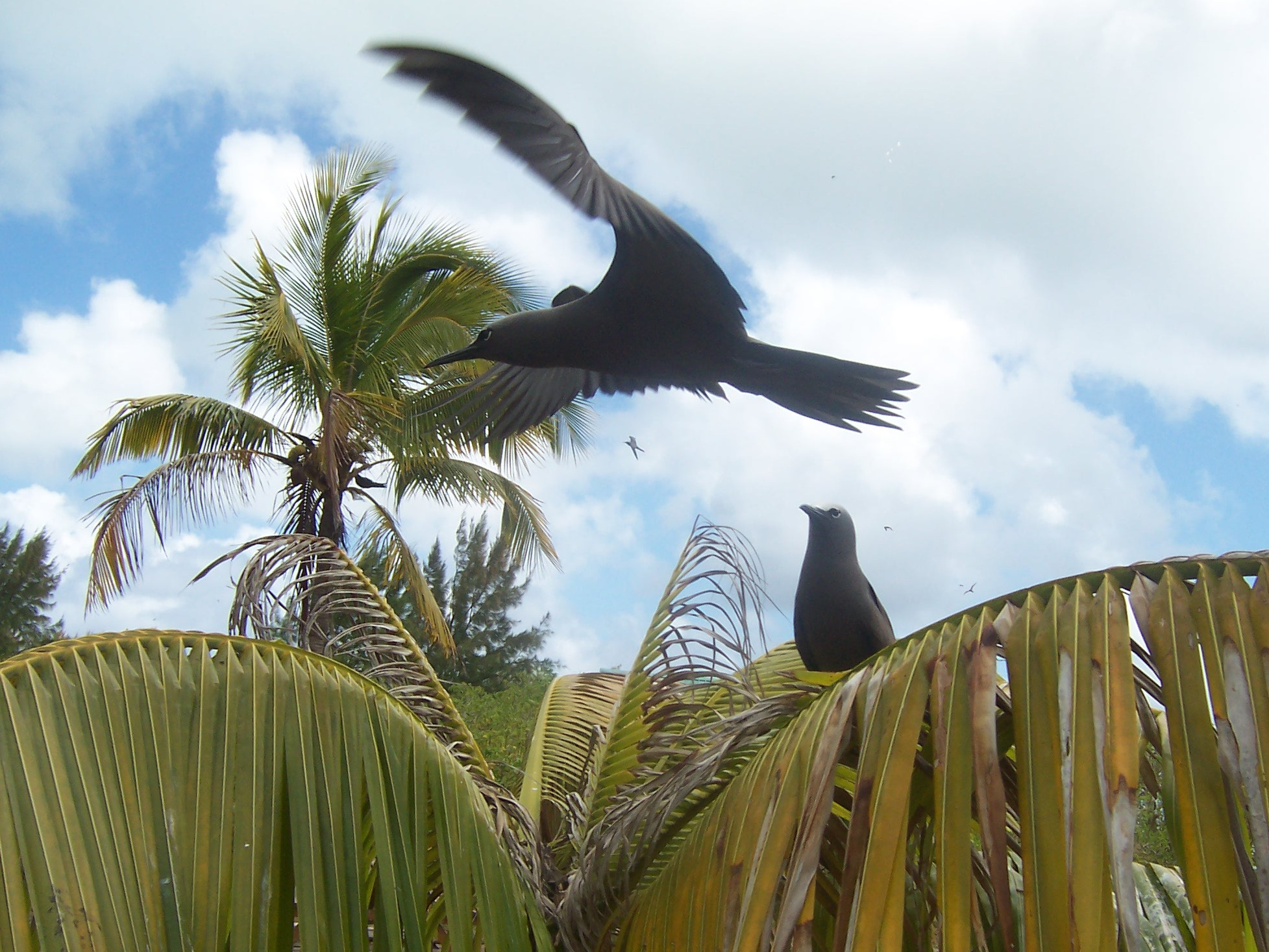
Oiseau en vol
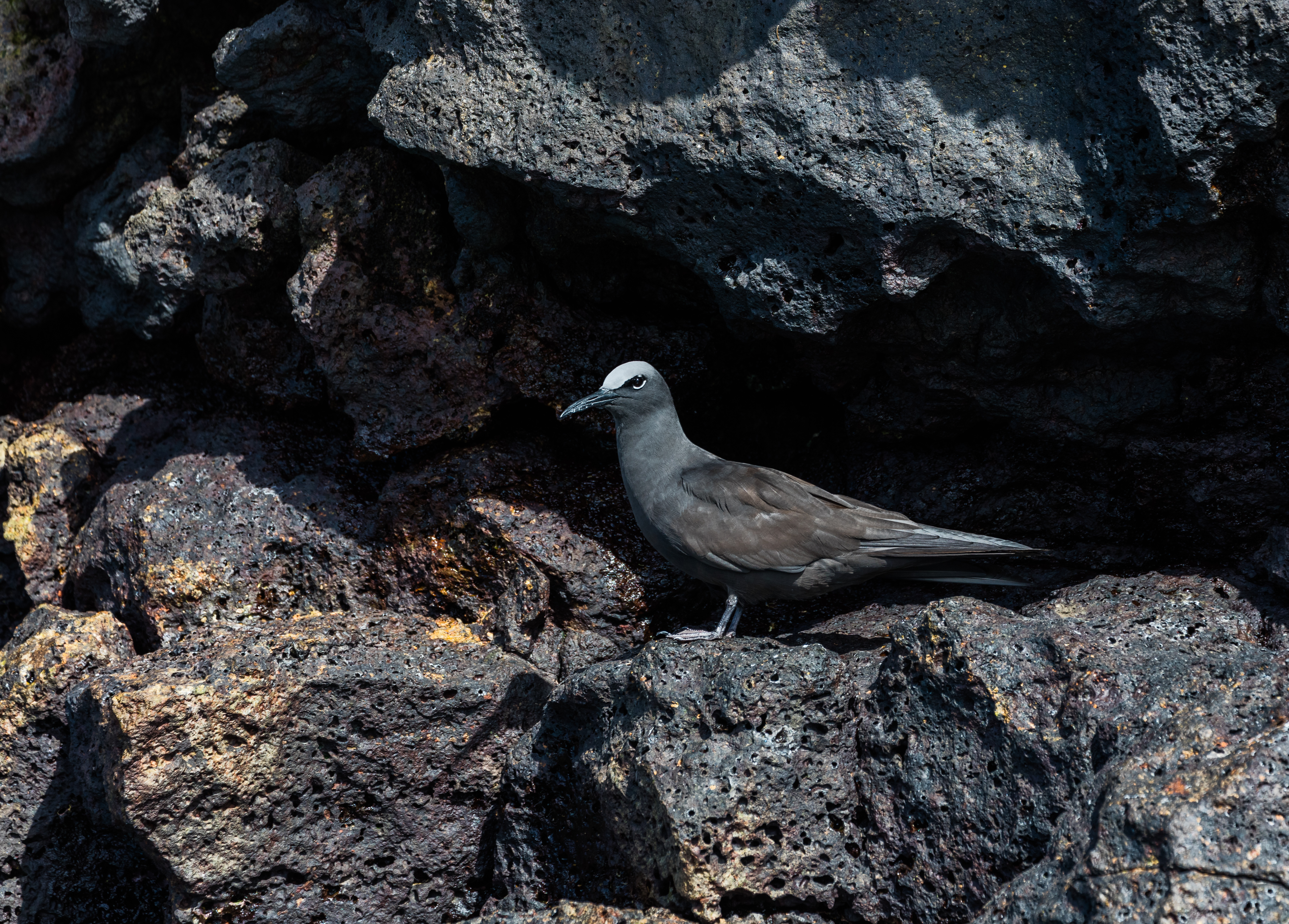
Anous stolidus galapagensis, îles Galápagos, l'Équateur
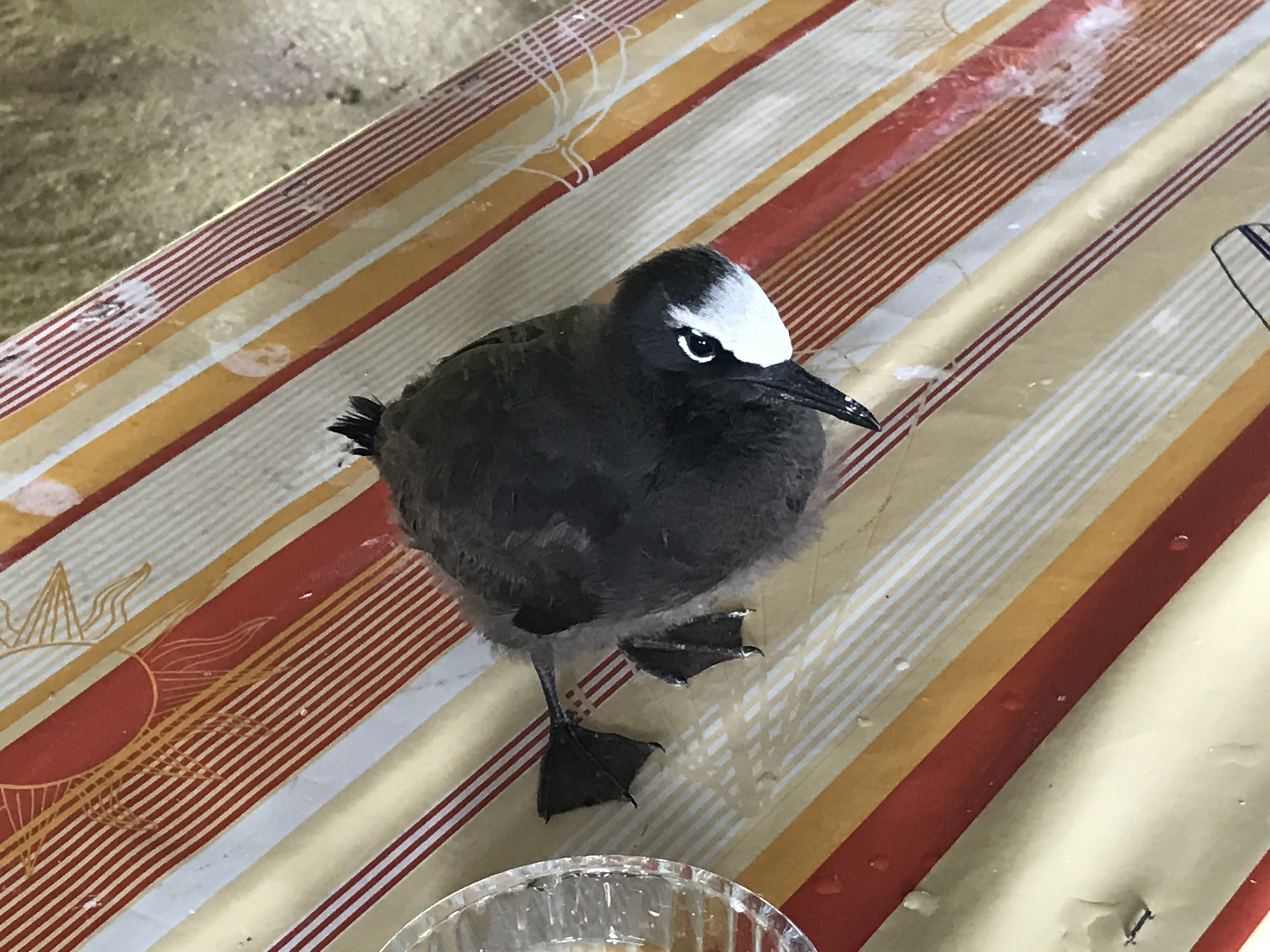
Sur l'ile de Tetiaroa